# Stazione di Hospental
La stazione di Hospental è una stazione ferroviaria posta sulla linea del Furka-Oberalp. Serve l'omonimo centro abitato.

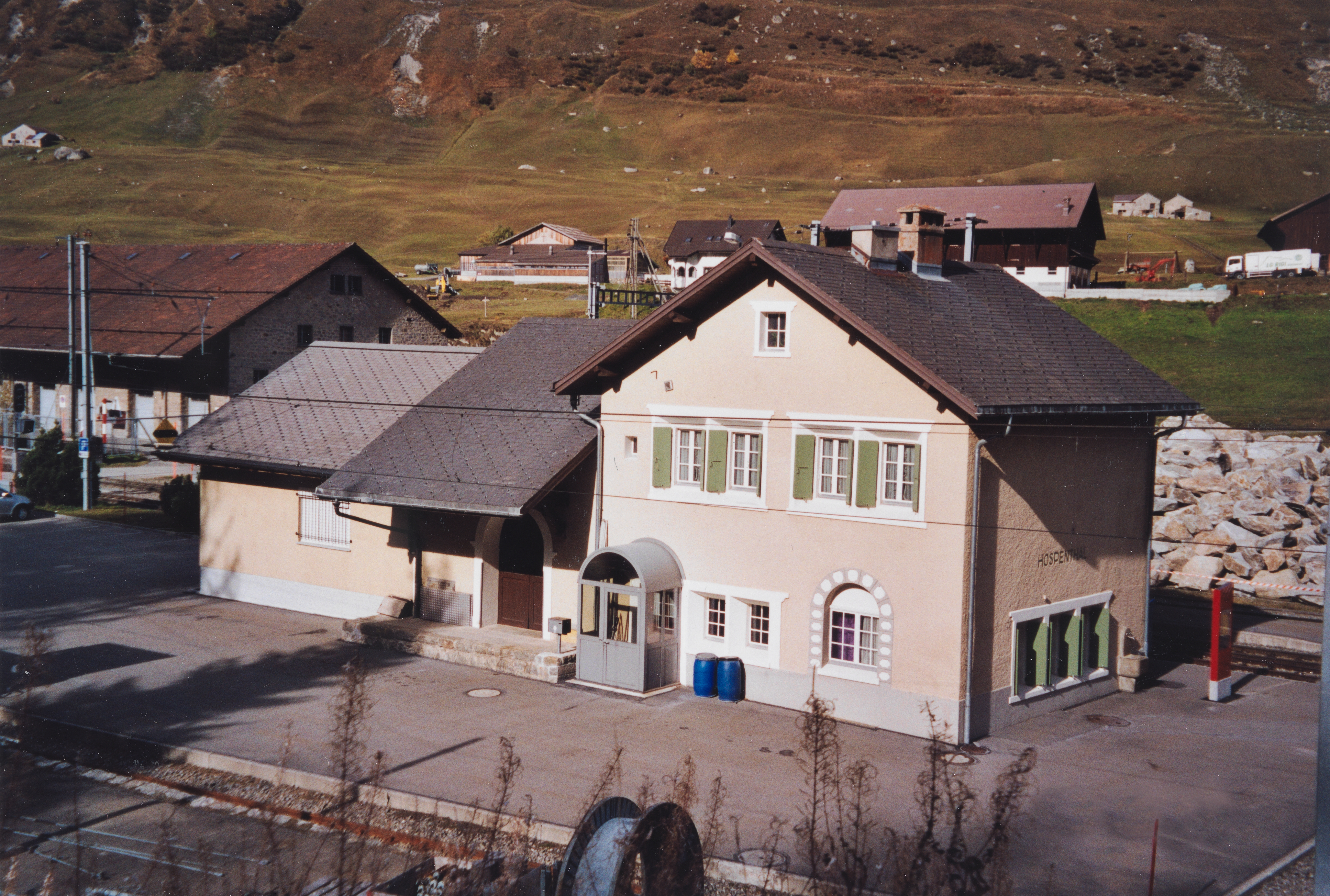
Nel 2004